# Achaemenes furciferens
Achaemenes furciferens är en insektsart som beskrevs av Van Stalle 1989. Achaemenes furciferens ingår i släktet Achaemenes och familjen kilstritar. Inga underarter finns listade i Catalogue of Life.